# أعلام الولايات الكونفدرالية الأمريكية
كان هناك ثلاثة تصاميم متعاقبة للعلم الوطني وكانت هذه الأعلام بمثابة الأعلام الوطنية الرسمية للولايات الكنفدرالية الأمريكية (الولايات الكنفدرالية أو «الكنفدرالية») أثناء وجودها بين عامي 1861-1865.
منذ نهاية الحرب الأهلية الأمريكية، تم استخدام العلم الكنفدرالي بشكل رسمي أو بصورة خاصة، بمختلف تصاميمه، تحت مظلة الجدل الفلسفي والسياسي والثقافي والعنصري في الولايات المتحدة. تم استخدامه في أعلام الولايات، المدن، البلدات والمقاطعات. كما شمل المدارس، الجامعات، الكليات والجمعيات الأهلية، كما تم أيضاً استخدامه من قبل الأفراد.
علم ولاية الميسيسيبي يضم شكلاً شبيه بالعلم الكنفدرالي المستخدم في المعارك في الزاوية اليسرى العليا، وهي الولاية الأمريكية الوحيدة التي قامت بذلك. علم ولاية جورجيا يشبه إلى حد بعيد العلم الكنفدرالي الوطني الأول، أيضاً تم استخدام علم «النجوم والأشرطة» وهو تصميم سابق دمج العلم الكنفدرالي المستخدم في المعارك وذلك قبل عام 2001.

## الأعلام الوطنية

### العلم الوطني الأول: «نجوم وأشرطة» (1861-1863)

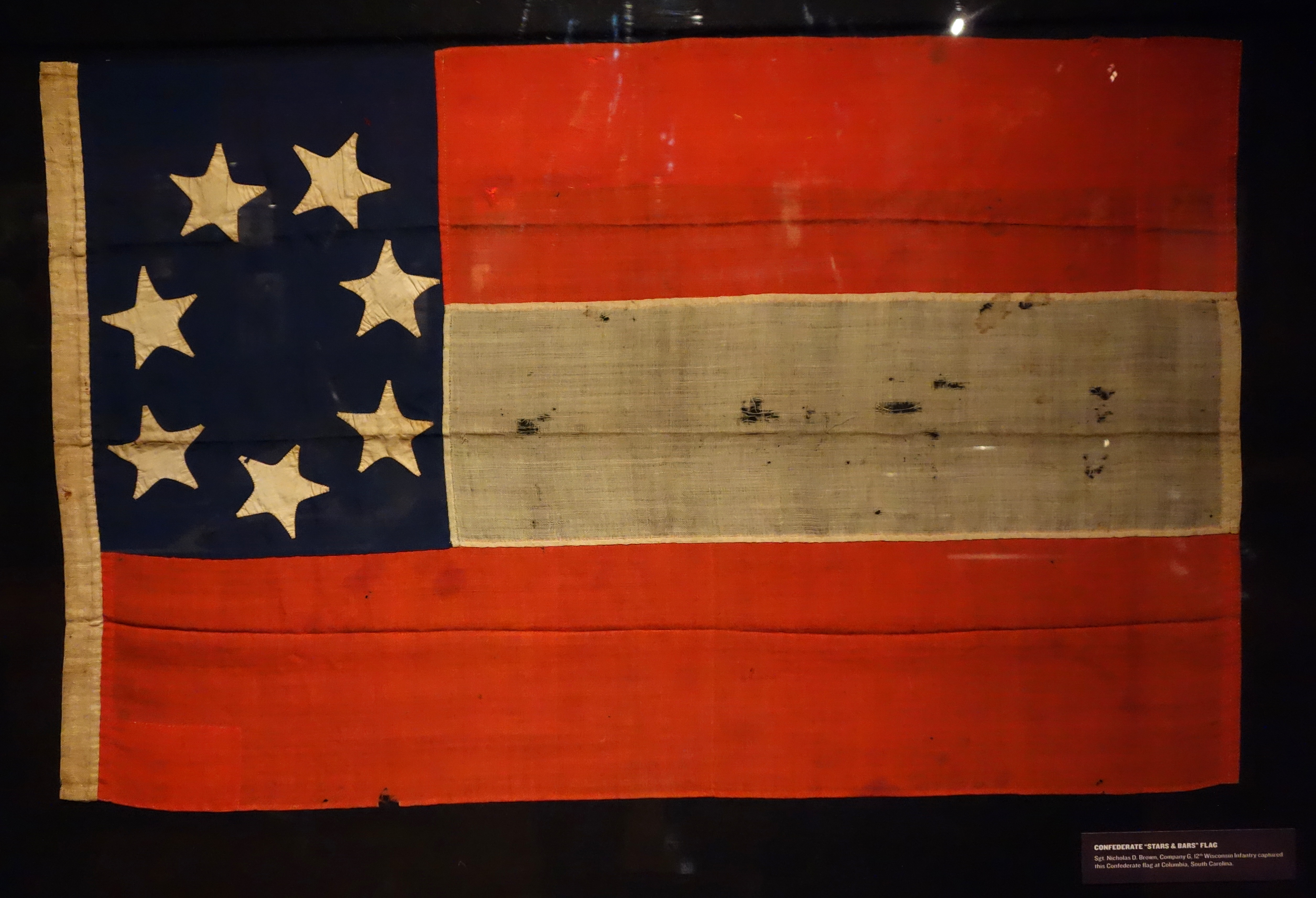
علم الكنفدرالية "نجوم وأشرطة"، تم الإستيلاء علية من قبل جيش الاتحاد في كولومبيا، ساوثت كارولينا.

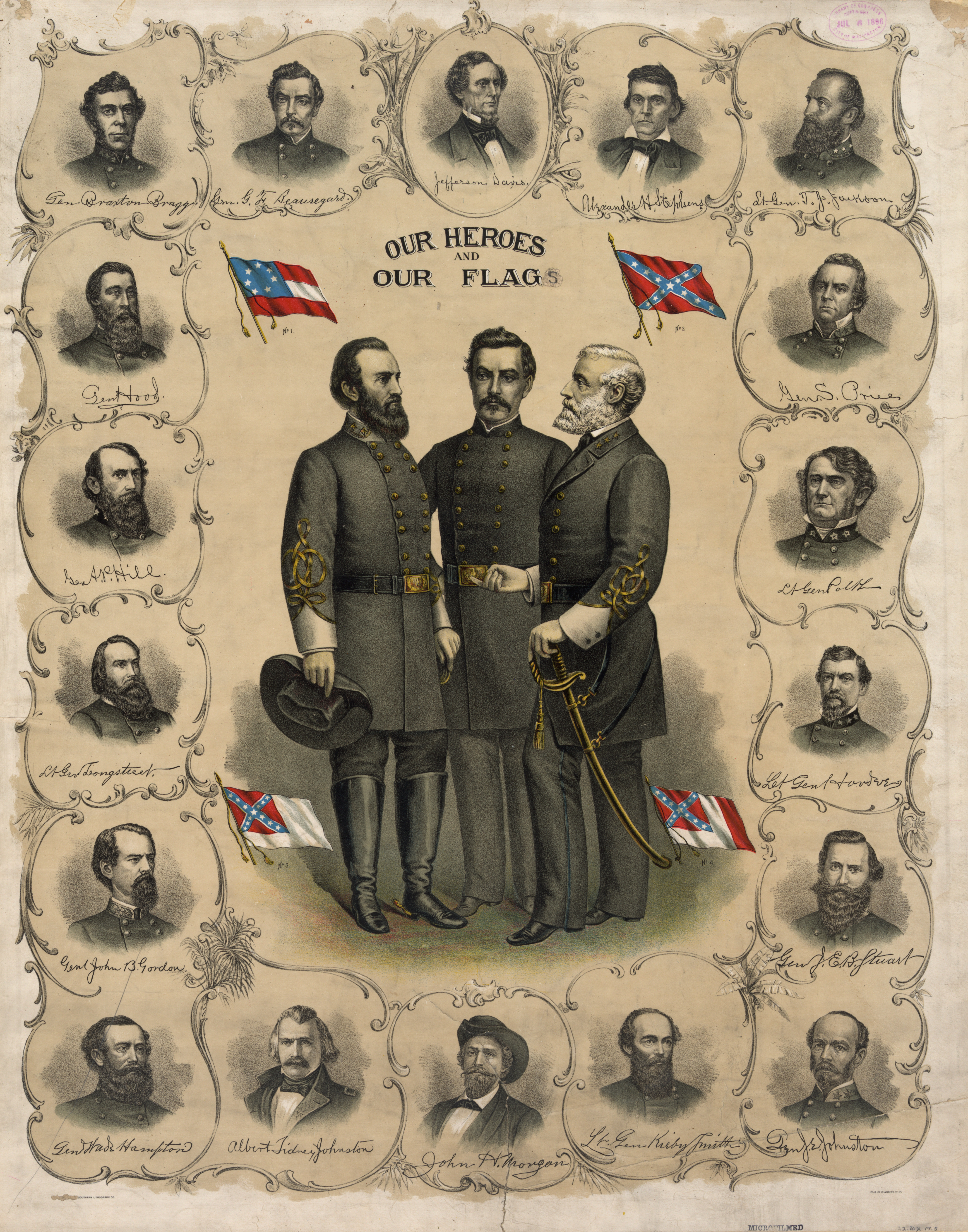
ثلاث إصدارات من علم الولايات الكنفدرالية الأمريكية وعلم المعركة الكنفدرالي يتم عرضهم على هذا الملصق المطبوع عام 1896. يمكن أن ينظر إلى "النجوم والأشرطة" في الجانب الأيسر العلوي. يقف في المركز ستونوول جاكسون، بي. جي. تي. بروغارد و روبرت إدوارد لي ويحيط بهم تماثيل كلاً من جيفيرسون ديفيس وألكسندر ستيفينز بالإضافة إلى ضباط من الجيش الكنفدرالي من أمثال جيمس ونغستريت وأي. بي. هيل

العلم الكنفدرالي الأول، غالباً ما يطلق عليه «نجوم وأشرطة»، تم استخدامة من الفترة مابين 4 مارس 1861 إلى 1 مايو 1863. وقد صمم العلم من قبل الفنان الألماني/البروسي نيكولا ماريون في ماريون (ألاباما) ويشبة علم الإمبراطورية النمساوية (والتي عرفت لاحقاً بالنمسا-المجر، وحالياً تعرف بجمهورية النمسا). تم اعتماد علم «النجوم والأشرطة» في 4 مارس 1861، في أول عاصمة وطنية مؤقتة وهي مونتقمري، ألاباما، ورفع العلم فوق قبة العاصمة الكنفدرالية الأولى.

أول علم وطني بسبعة نجوم (مارس 4, 1861 – مايو 21, 1861)
أول علم وطني بتسعة نجوم (مايو 21, 1861 – يوليو 2, 1861)
أول علم وطني بإحدى عشر نجمه (يوليو 2, 1861 – نوفمبر 28, 1861)
أول علم وطني بثلاثة عشر نجمه (نوفمبر 28, 1861 – مايو 1, 1863[3])

### العلم الوطني الثاني «راية الفولاذ المقاوم» (1863-1865)
خلال فترة طلب تقديم العروض للعلم الوطني الكنفدرالي، كان هناك العديد من التصاميم المقترحة، وكان أغلبها يتضمن علم المعركة، والذي أصبح في عام 1863 معروفاً وذو شعبية كبيرة بين أولئك الذين يعيشون في الكنفدرالية.
يعرف العلم باسم «راية الفولاذ المقاوم» وقد صمم من قبل وليان طومسون، وهو محرر صحفي وكاتب في سافانا (جورجيا) بالاشتراك مع وليام روس بوستيل. يشير اسم العلم «راية الفولاذ المقاوم» إلى الميدان الأبيض النقي والذي يحتل جزءاً كبيراً من تصميم العلم.

العلم الوطني الثاني
(مايو 1, 1863 – مارس 4, 1865), 2:1 بنسبة

### العلم الوطني الثالث «راية الدم الملطخ» (1865)

العلم الوطني الثالث (بعد مارس 4, 1865)

أعتمد العلم الوطني الثالث (والذي يطلق علية أيضاً «راية الدم الملطخ») في 4 مارس 1865. تم اقتراح الشريط العمودي الأحمر من قبل الرائد أرثر روجرز، الذي جادل بان الحقل الأبيض في الراية السابقة يمكن أن يتم الخلط بينها وبين راية الهدنة: حينما يعلق العلم في السارية ولا يكون هناك رياح، يختفي الجزء العلوي الأيسر من العلم من غير قصد وبالتالي تظهر الراية كأنها بيضاء بالكامل.

## أعلام أخرى

"العلم الأزرق الجميل"

بالإضافة إلى الأعلام الكنفدرالية الوطنية، هنالك الكثير من الأعلام واللافتات التي تم تناقلها واستخدامها من قبل الجنوبيين خلال الحرب. من أشهر تلك الأعلام «العلم الأزرق الجميل» والذي أستخدم بصورة غير رسمية خلال الأشهر الأولى من 1861. كما تم أيضاً استخدام علم «فان دورن راية المعركة» من قبل القوات الكونفدرالية والتي كانت تقاتل في كلاً من منطقة غرب نهر المسيسيبي والتي يطلق عليها ترانس-ميسيسيبي وفي منطقة المعارك الغربية. بالإضافة إلى ذلك، كانت هنالك العديد من الوحدات العسكرية التي تقاتل تحت رايات وأعلام خاصة بها.

### علم المعركة
كان علم جيش شمال ولاية فرجينيا مربع الشكل، بأحجام مختلفة حسب قطاعات الخدمة: 52 بوصة (130 سم) للمشاة، 38 بوصة (97 سم) للمدفعية، 32 بوصة (81 سم) للفرسان. بدأ استخدامه في المعارك منذ بدايات ديسمبر 1861 وحتى سقوط الكنفدرالية. اللون الأزرق في الخطوط العرضية المتقاطعة كان أزرقاً داكناً، بعكس الأزرق الخفيف الذي كان في علم البحرية.
النجوم الموجودة في العلم ترمز إلى عدد الولايات الكنفدرالية. المسافة بين النجوم استمرت في التناقص كلما زاد عدد الولايات المنظمة إلى الكنفدرالية، لتصل إلى ثلاثة عشر نجمة عندما انضمت الفصائل الانفصالية في كل من كنتاكي وميزوري وذلك في اواخر العام 1861.

علم المعركة لجيش شمال فرجينيا

## روابط خارجية
- أعلام الكنفدرالية على مشروع الدليل المفتوح